# 外崎梨香
外崎 梨香（とのさき りか、1992年4月22日 - ）は、日本のアイドル、グラビアアイドル。青森県出身。アイドルグループDoll☆Elementsの元メンバー。お人形担当であり、メンバーカラ―は赤色だった。愛称はりかぴょん。現在はソロタレントとして活動中。ディスカバリー・ネクスト所属。

## 略歴
- 2011年12月、アイドルグループDoll☆Elementsのメンバーとしてデビューした[4]。
- また、グラビア活動も行っており、週刊プレイボーイやヤングマガジン、ヤングガンガン、ヤングアニマル、CD&DLでーた別冊「My Girl」など、複数の雑誌に掲載経験を持つ[5][6]。
- 2016年12月16日、主婦と生活社から外崎梨香ファースト写真集「りかぴょん」を発売。
- 2017年1月14日にZepp Tokyoで開催された「Doll☆Elements Last Live 〜Doll Memories〜」をもってDoll☆Elementsは解散。
- ドリーミュージックアーティストマネージメントに所属していた。

## 人物
- 自己紹介は、「どるえれのお人形りかちゃん、りかぴょんこと外崎梨香です。よろしくお願いします！」[7]。
- 趣味はアイドル鑑賞と食べることであり、好きな食べ物には、お肉・甘いもの、嫌いな食べ物には、納豆・野菜・魚をあげている[8]。
- アイドルに憧れ、アイドルになりたく東京の大学に進学[9]。大学は2015年3月に卒業[10]。
- 自身の長所・短所は、「マイペースなこと」[8]。
- 愛称である「りかぴょん」は、飼っていたウサギの名前が由来であり、自身のファンを総称して「ぴょんぴょんファミリー」と呼んでいる[11]。
- 好きな科目は体育であり、バスケットボールや陸上競技、チアリーディングなど、幅広いジャンルのスポーツ経験を持つ[8][12]。

## 作品

### イメージビデオ
- Dolly Girl 外崎梨香（2018年9月21日、竹書房） ※DVD＆BD
- Rika Charming（2018年12月15日、ラインコミュニケーションズ）[13] ※DVD＆BD
- RT（2019年3月29日、エスデジタル）

### 写真集
- りかぴょん（2016年12月16日、主婦と生活社、撮影：岡本武志）ISBN 978-4-391-14986-9
- なでてほしい。（2019年4月17日、双葉社、撮影：佐藤佑一）ISBN 978-4-575-31451-9